# Луи Мизон
Луи Александър Антоан Мизон (на френски: Louis Alexandre Antoine Mizon) е френски флотски офицер, изследовател на Африка и колониален администратор.

## Биография
Роден е на 16 юли 1853 година в Париж, Франция. През 1869 г. постъпва във военноморския флот.
В периода 1880 – 1883 г. по поръчение на Пиер Саворнян дьо Браза извършва няколко експедиции в басейна на река Огове. От август до октомври 1883 г. извършва пътешествие от Франсвил в горното течение на река Огове до устието на река Квилу (4°29′ ю. ш. 11°43′ и. д. / 4.483333° ю. ш. 11.716667° и. д.). Изследва вододела между Квилу–Ниари и Огове и вододела Квилу–Ниари и Нянга. Пътешествието му е особено полезно за опознаването на релефа в тази част на Африка, благодарение на множеството барометрични измервания на височините по време на експедицията.
През 1890 г. получава задача да открие пряк и лесен път от басейна на Нигер до бреговете на Конго, през реките Бенуе и Санга. През 1891 – 1892 г. се изкачва по реките Нигер и Бенуе до Йола и извършва няколко рекогносцировъчни маршрута в областта на горното течение на Бенуе, след което, ненамирайки възможност за проникване оттам към езерото Чад (както се е надявал първоначално) пресича в югоизточна посока платото Адамауа (2042 м) и достига до Нгаундере (7°19′ с. ш. 13°35′ и. д. / 7.316667° с. ш. 13.583333° и. д.). Оттам продължава на югоизток, пресича река Лом (източна съставяща на Санага), преминава в непосредствена близост до изворите на реките Кадеи и Мамбере (съставящи на река Санга, десен приток на Конго) и достига до долното течение на Кадеи. Близо до сливането на Мамбере и Кадеи Мизон се среща през април 1892 г. с генералния комисар на Френско Конго – Пиер Саворнян дьо Браза, който лично достига до река Санга за окупацията на този район. Благодарение на това пътешествие за първи път е установена непосредствена връзка между изследванията извършени в басейна на Нигер, от една страна, и в басейна на Конго – от друга.
През 1893 г. Мизон предприема нов опит за достигане на езерото Чад от Нигер и Бенуе, но среща противодействие от страна на англичаните и е отзован от френското правителство.
През 1895 г. е назначен за комендант на град Махаджанга, на северозападното крайбрежие на Мадагаскар. От 5 август 1897 до 11 март 1899 г. е административен управител на остров Майот в Коморските о-ви. На 7 март 1899 е назначен за управител на Джибути и се отправя натам, за да заеме поста си, но по пътя умира на 22 март 1899 г.